# 192391 Yunda
192391 Yunda è un asteroide della fascia principale esterna. Scoperto nel 1996, presenta un'orbita caratterizzata da un semiasse maggiore pari a 3,232690 UA e da un'eccentricità di 0,197542, inclinata di 3,342410° rispetto all'eclittica.